# Шацкий, Альберт Евгеньевич
Альберт Евгеньевич Шацкий (3 февраля 1963, Усть-Каменогорск) — советский и казахстанский футболист, нападающий. Судья, тренер.

## Биография
Воспитанник ДЮСШ Усть-Каменогорска, тренер Владимир Александрович Емец. В 1978—1980 годах обучался в алматинском спортинтернате (тренер Е. И. Кузнецов). Начинал играть в детской дворовой команде «Спутник» и в областной ДЮШ по футболу.
Окончил Усть-Каменогорский педагогический институт (1980—1984, факультет физвоспитания).
В командах мастеров дебютировал в 1980 году в команде второй лиги СКИФ Алма-Ата. В том же году стал выступать за другой клуб второй лиги — «Восток» Усть-Каменогорск. В 1989 году перешёл в команду первенства Казахской ССР «Торпедо» Усть-Каменогорск. С 1990 года играл во второй низшей лиге за «Монтажник» Туркестан, 1991 год завершил в «Торпедо». 1992 год провёл в чемпионате Казахстана в составе «Востока». Завершал карьеру в российских клубах «Динамо» Барнаул, где играл по приглашению Станислава Каминского (1993—1994) и «Самотлор-XXI» Нижневартовск (1995).
Работал судьёй, затем — тренером в Восточно-Казахстанской областной СДЮСШОР по футболу (Усть-Каменогорск).